# Cosenza
Cosenza (italijansko: [koˈzɛntsa] ; kalabrijsko Cusenza, [kuˈsɛndza]) je mesto v Kalabriji v Italiji. Mestno središče ima približno 70.000 prebivalcev, mestno območje pa šteje več kot 200.000 prebivalcev. Je glavno mesto pokrajine Cosenza, ki ima več kot 700.000 prebivalcev.
Starodavno mesto je sedež Accademie Cosentine, ene najstarejših akademij za filozofske in literarne študije v Italiji in Evropi. Do danes je Cosenza kulturno središče z več muzeji, spomeniki, gledališči in knjižnicami. Sodobno mesto je središče urbane aglomeracije, ki med drugim vključuje občino Rende, kjer je Univerza v Kalabriji.

## Geografija
Cosenza leži ob sotočju dveh zgodovinskih rek, Busento in Crati, 238 m nad morsko gladino v dolini med Silo in obalnim gorovjem. Staro mestno jedro, ki ga obvladuje švabski grad, se spušča do reke Crati. Sodobno mesto leži na severu, za Busentom, na ravnem terenu.
Cosenza, ki je skoraj v celoti obdana z gorami, je podvržena mikroklimi, na katero učinki Sredozemskega morja skoraj ne vplivajo. Doživlja mrzle zime in vroča poletja.

## Zgodovina

### Izvor
Starodavna Consentia (starogrško Κωσεντία), prestolnica italskega plemena Brettijev, je bila branik italskega ljudstva proti helenskim vplivom jonskih kolonij. V tej provinci je potekala bitka pri Pandosiji, v kateri je majhna italska vojska, sestavljena iz Brettijev in Lukanov, premagala strica Aleksandra Velikega, ki je bil znan kot Aleksander Epirski. Skozi stoletja je Cosenza ohranila svojstven značaj, ki jo je zaznamoval med mesti v regiji. Pod cesarjem Avgustom je postalo pomembna postojanka na rimski poti Via Popilia, ki je povezovala Kalabrijo s Sicilijo. V času Rimskega cesarstva je mesto imelo občinske privilegije.

### Alarikova legendarna grobnica
Leta 410 n. št. je Alarik I., kralj Vizigotov, oplenil mesto Rim in tako postal prvi tuji sovražnik, ki je zavzel mesto v več kot 800 letih. Alarik si je med osvajanjem Rima nabral ogromno zakladov. Po besedah zgodovinarja Jordanesa se je Alarik po plenjenju Rima s svojimi četami odpravil proti jugu in zlahka napredoval do območja Cosenze, kjer je umrl. Nihče ni prepričan, kako se je to zgodilo: nekateri verjamejo, da je zbolel za boleznijo, ki mu je vzela življenje, medtem ko drugi menijo, da je njegovo smrt povzročil napad sovražnih sil. Vsekakor so njegove čete počastile svojega kralja tako, da so ga pokopale v grobnici v Cosenzi. Njegovo grobišče naj bi bilo na sotočju rek Busento in Crathis. Horda sužnjev je bila uporabljena za preusmerjanje vode iz Busenta, kar jim je omogočilo, da izkopljejo dovolj veliko grobnico za Alarica, njegovega konja in ves zaklad, ki si ga je nabral med osvajanji v Rimu. Ko je bila grobnica dokončana, so reko vrnili v strugo in grobnico prekrili z vodo. Da bi zagotovili, da nihče nikomur ne bi razkril te lokacije, so Alarikove čete pobile vse sužnje.
V stoletjih po padcu Zahodnega rimskega cesarstva več mest v provinci Cosenza, predvsem Rossano, ni hotelo priznati nove vlade Ostrogotov. Namesto tega so izkoristili svojo srečo, da so imeli močno mestno obzidje in majhne rimske garnizije, da so se stoletja obdržali kot napol neodvisne enklave še vedno obstoječega vzhodnega rimskega cesarstva v Italiji.

### Normansko, štaufovsko in anžujsko obdobje
Mesto, ki je bilo v hudem sporu med Saraceni in Langobardi, je bilo uničeno, nato pa ponovno zgrajeno okoli leta 988; v začetku 11. stoletja je bilo ponovno opustošeno. V poskusu, da bi ubežali opustošenju, je prebivalstvo zapustilo mesto in se zateklo na okoliške hribe, kjer so zgradili nekaj manjših zaselkov (še vedno poimenovanih casali).
Do prve polovice 11. stoletja je langobardska Kalabrija postala fevdalno vojvodstvo Normanov s Cosenzo kot glavnim mestom. Mesto se je kmalu uprlo vladavini Roberta Guiscarda in je bilo ponovno zavzeto šele po dolgem obleganju. Kasneje je mesto pod vladavino Štaufovcev postalo sedež kalabrijskega sodišča (Curia Generale). Posebno zanimanje za mesto je imel cesar Friderik II. Hohenstaufen, ki je spodbujal gradnjo in gospodarsko dejavnost ter organiziral pomemben letni sejem.
Pozneje se je Cosenza ogorčeno borila proti anžujski prevladi, ki jo je podpirala duhovščina. Medtem ko se je upor širil po dolini Crathisa, je bilo mesto vpleteno v boj med Anžujci in Aragonsko krono. Leta 1432 se je kralj Ludvik III. Anžujski naselil v gradu Cosenza s svojo ženo Margareto Savojsko. Ko je prezgodaj umrl, leta 1434, so ga pokopali v stolnici.

### Španska dominacija
Leta 1500 je Cosenzo kljub odporu zasedla španska vojska, ki jo je vodil stotnik Gonzalo Fernández de Córdoba. V 16. stoletju je mesto doživelo obdobje širitve kot sedež podkralja Kalabrije. Hkrati se je njegov kulturni pomen povečal zaradi ustanovitve Accademie Cosentina; med njenimi najbolj priznanimi člani so bili Bernardino Telesio, Aulo Gianni Parrasio, brata Martirano, Antonio Serra in drugi.
Leta 1707 so Avstrijci nasledili Špance v Neapeljskem kraljestvu, sledili so jim Burboni. Po razglasitvi kratkotrajne Partenopejske republike leta 1799 in zaman upiranju je mesto dokončno zasedel Lazzari kardinala Fabrizia Ruffa za Bourbone. Kardinal Ruffo je bil doma iz province Cosenza.

### Moderna doba
Od leta 1806 do 1815 so se Cosentians močno borili proti francoski nadvladi. To obdobje je bilo značilno za kruto zatiranje in je bilo zibelka tajnih združb karbonarjev. Leta 1813 je bilo v mestu usmrčenih veliko upornikov. Lokalni nemiri leta 1821 in 1837 so napovedali Risorgimento. Sledil jim je upor 15. marca 1844, ki je dosegel vrhunec z »plemenito neumnostjo« bratov Bandiera, ki so jih skupaj z nekaterimi njihovimi privrženci usmrtili v Vallone di Rovito v Cosenzi. Leta 1860, nekaj mesecev po hitrih in nadvse junaških dejanjih Garibaldijevih vojakov, je plebiscit razglasil priključitev Kalabrije novi Kraljevini Italiji.

## Glavne znamenitosti

### Cerkev San Domenico
Cerkev San Domenico, ustanovljena leta 1448, združuje srednjeveške in renesančne arhitekturne elemente. Njena najbolj zanimiva značilnost je rozeta, ki jo določa 16 majhnih stebrov iz tufa. Leseni portal (1614) je intarziran s cvetličnimi motivi, liki svetnikov in grbi.
V notranjosti cerkve so dela slikarja Sanfilese Antonio Granata, kot je platno, ki prikazuje Rožnovensko Madono med svetima Dominikom in Agnese da Montepulciano, ohranjeno v starodavnem koru, ki se danes uporablja kot zakristija v cerkvi (konec 18. stoletja). Veliki oltar je iz polikromiranega marmorja (1767). V transeptu sta Depozicija in San Vincenzo Ferreri (konec 18. stoletja, anonimno). Zakristija je znana po rebrastem oboku, dvojnem lancetnem oknu z ozkim lokom in lesenem koru, postavljenem leta 1635.

### Stolnica
Natančen izvor Duoma (stolnica Santa Maria Assunta - sveta Marija vnebovzeta) ni znan; verjetno je bila zgrajena v prvi polovici 11. stoletja. Potres je 9. junija 1184 uničil stolnico, obnova pa je bila končana do leta 1222, ko je stolnico posvetil cesar Friderik II. V neki točki v prvi polovici 18. stoletja je bila cerkev pokrita z baročno nadzidavo, ki je izbrisala prvotno strukturo in njena umetniška dela. V prvi polovici 19. stoletja je bila fasada preoblikovana v neogotskem slogu, kar je popolnoma spremenilo njen značaj. Konec 19. stoletja je nadškof Camillo Sorgente obnovitvena dela zaupal Pisantiju, ki je obnovil prvotne stare oboke in starodavno strukturo cerkve. V 1940-ih je bilo delo končno zaključeno.
V transeptu je grobnica Izabele Aragonske, žene francoskega kralja Filipa III. Dolg prehod povezuje Duomo s palačo nadškofa, Palazzo Arcivescovile, v kateri je Immacolata Luce Giordana. Ogledati si je mogoče tudi redko in dragoceno stavrotevo. Stavroteca je relikvija, ki vsebuje delce lesa Kristusovega križa. Običajno ima pravokoten in ravno pravokoten križ ali pravokotno majico s križnim receptom, ki se uporablja za zaščito relikvije. To je bil dar cesarja Friderika II. Duomu ob posvetitvi. Delo je bilo izdelano v delavnicah kraljevih zlatarjev, bolj znanih kot Tiraz, v kulturnem okolju, ki je mešalo arabske, bizantinske in zahodne kulturne elemente.

### Monastero delle Vergini
Devičin samostan stoji na ulici Via Gaetano Argento. Zunanji del glavnega vhoda je izdelan iz okrašenega tufa, notranji del pa je izrezljan iz lesa. V samostanu je slika Oznanjenje iz 16. stoletja. Pred njo je Madonna del Pilerio iz 13. stoletja, ki jo pripisujejo Giovanniju da Tarantu, medtem ko so na stenah štiri druge anonimne slike iz 16. stoletja: Obiskovanje, Obrezovanje, Čaščenje pastirjev in Čaščenje Treh kraljev. V apsidi je oltarna slika Prehod Marije (1570). V simi je slika, ki prikazuje kronanje Device, medtem ko sta na dnu obeh stebrov sliki dveh neznanih svetnikov, ki ju pripisujejo Micheleju Curii, "mojstru Montecalvaria". Leseni kor je iz 17. stoletja.

### Giostra Vecchia
V 15. stoletju je bila v Palazzo Falvo uvedena renesansa v Cosenzi, v Giostra Vecchia. Tu sta cerkev in samostan svetega Frančiška Asiškega. v tlorisu latinskega križa ima glavno in dve stranski ladji. V ladji stoji impresiven visok lesen oltar, zgrajen leta 1700. Nad njim je slika Danieleja Russa, ki predstavlja Perdono d'Assisi (1618). Leva ladja je dom lesenega razpela iz 17. stoletja, oltarja Madone della Febbre in kipa Madone z otrokom iz marmorja iz 16. stoletja. Zakristija ima poslikan lesen strop, lesen armadio, ki prikazuje epizode iz Kristusovega trpljenja, in slike svetnikov in frančiškanskih bratov. Za kamniti lok je značilna slika sv. Frančiška Paolskega, na stenah pa je nekaj fresk iz začetka 15. stoletja.

### Štaufovski grad
- Štaufovski grad
- Palazzo Arnone, Narodna galerija
- Reka Crati
- Most v starem mestnem jedru
- Muzej na prostem - Filozofi

Castello Svevo (švabski ali štaufovski grad) so prvotno zgradili Saraceni na ruševinah starodavne Rocca Brutia okoli leta 1000. Grad je obnovil Friderik II., cesar Svetega rimskega cesarstva, in dodal osmerokotni stolp prvotni stavbi leta 1239. Po izročilu je njegov sin Henrik živel v tem gradu kot ujetnik na očetov ukaz. Na gradu sta se poročila Ludvik III. Neapeljski in Margareta Savojska, ki sta se tam naselila leta 1432.
Vsi znaki starodavne strukture Saracenov so zdaj izginili. V notranjem križnem hodniku so vidne tudi spremembe, ki so jih Bourboni naredili, da bi ga spremenili v zapor. Vhodno vežo pokrivajo loki z vgraviranimi konzolami. V širokem hodniku prevladuje nekaj lilij iz grba Anžujcev. Vgravirani so na rebrastih štaufovskih lokih.

### Spirito Santo
Cerkev Sant'Agostino, znano tudi kot Spirito Santo, so leta 1507 zgradili avguštinci. Prvotni portal ima več napisov v gotskih črkah. Notranjost ima vrsto slik iz 18. stoletja. Naprej po ozki ulici pridemo do tako imenovanega »območja bratov Bandiera«, Vallone di Rovito. Tu so bili vstajniški domoljubi iz leta 1844 usmrčeni s strelskim vodom.

### San Francesco di Paola
V Arenelli sta cerkev in samostan sv. Frančiška Paolskega (1510). Notranjost z eno samo ladjo hrani grobnico Ottavia Cesareja Gaete. Na desni steni sta dve sliki iz 18. stoletja: Sacra Famiglia in Madonna con San Francesco e Sant’Agostino. Na oltarju je lesen kip svetega Frančiška Paolskega; medtem ko je na levi strani ladje, na drugem oltarju, lesen kip San Michele Arcangelo. Madona z detetom v slavi ter svetima Pavlom in Lukom (1551) je naslikal Pietro Negroni. V apsidi triptih iz 16. stoletja, ki ga je izdelal Cristoforo Faffeo, predstavlja Madono z otrokom v slavi s svetnikoma Katarino in Sebastijanom. Na zadnji strani oltarja je lesen kor, ki ga je leta 1679 izdelal M. Domenico Costanzo da Rogliano. Na steni zakristije so ostanki fresk iz let 1550–1600. Na oboku je nekaj pastelov, ki predstavljajo prizore iz življenja svetnika iz Paole.

### San Salvatore
Majhna cerkev San Salvatore služi župniji, ki izpoveduje bizantinsko-albansko vero. V notranjosti ladje je lesen strop, nekaj fresk Apostola, Salvatoreja in Madone ter čudovit ikonostas.

### Muzej na prostem
V sodobnem delu Cosenze, na območju, ki se razteza od pešpoti Corso Mazzini do Piazza Bilotti, leži Museo MAB (Museo all'aperto Bilotti) na prostem. Muzej gosti široko paleto sodobnih umetniških skulptur, ki stojijo na ulici za prebivalce in turiste. Skulpture je mestu podaril italijansko-ameriški podjetnik in zbiralec umetnin Carlo Bilotti. Med njimi so Sveti Jurij in zmaj Salvadorja Dalíja, Hektor in Andromaha Giorgia de Chirica, Bronasti Sacha Sosna, Kopalec Emilia Greca, Kardinal Giacoma Manzùja in različne marmornate skulpture Pietra Consagre.